# Christus von Maratea

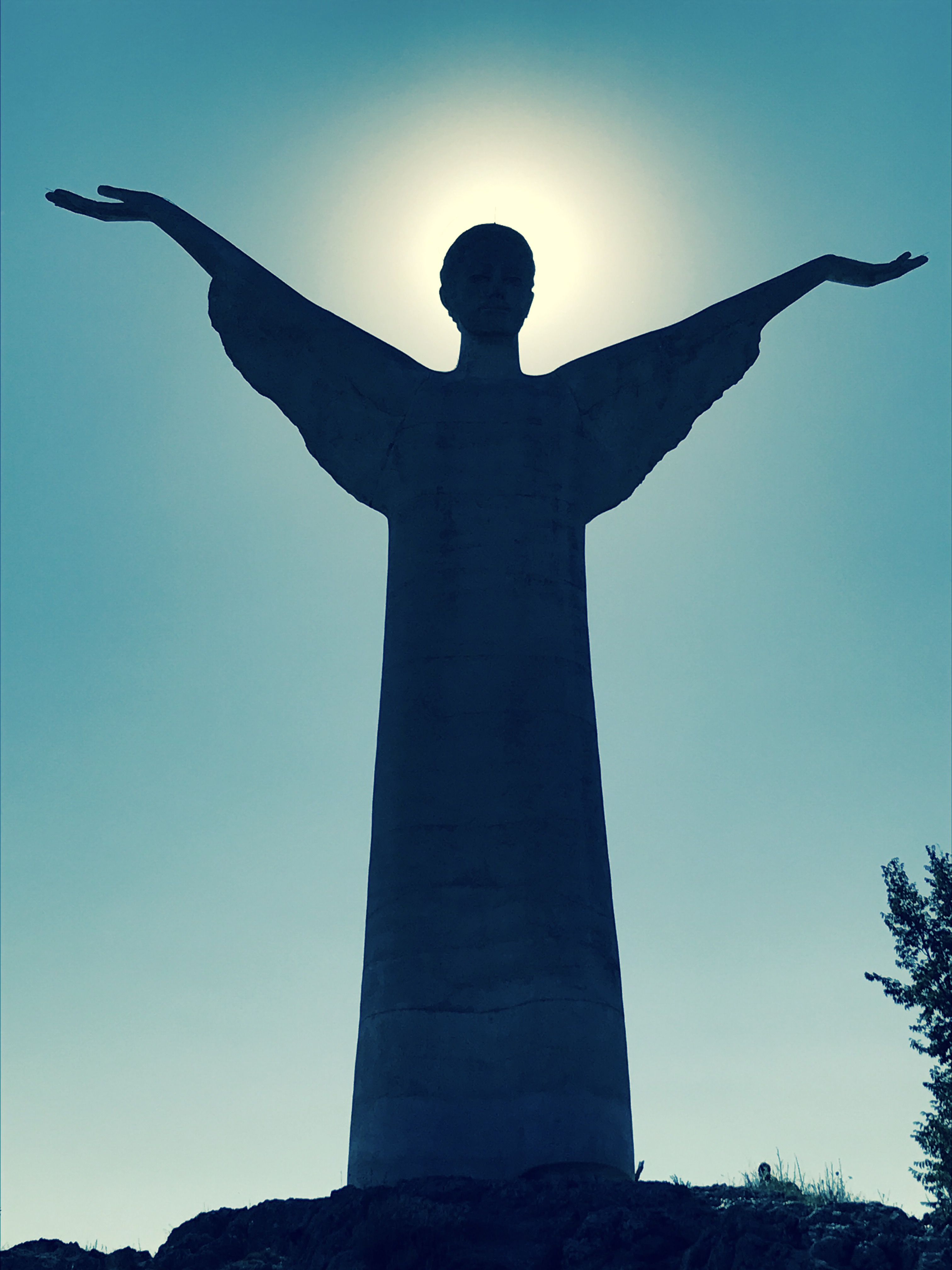
Christus von Maratea

Der Christus von Maratea (italienisch: Statua del Redentore oder Cristo Redentore) ist eine gut 21 Meter hohe Christus-Statue in Maratea in der Provinz Potenza in Italien.
Die Statue wurde von 1963 bis 1965 vom Florentiner Bildhauer Bruno Innocenti aus einer Spezialmischung von Zement und weißem Carrara-Marmor geschaffen. Sie steht auf dem Gipfel des Monte San Biagio (623 m) gegenüber der Basilika San Biagio. Sie ist eines der Wahrzeichen Marateas.

## Geschichte

### Vorgeschichte
Auf dem felsigen Gipfel des San Biagio erheben sich die Ruinen des antiken, längst unbewohnten Maratea. 1806 wurde die befestigte Zitadelle von 4.500 französischen Soldaten angegriffen. 1907 wollte man dieses Ereignisses mit der Errichtung eines Eisenkreuzes auf dem höchsten Punkt des Berges gedenken. Dieses Kreuz wurde dann regelmäßig vom Blitz getroffen und stürzte um.
1942 entwickelte der Bürgermeister Biagio Vitolo ein neues Gedenkkreuz, diesmal aus Beton und mit Blitzableitern versehen, um es an die Stelle des Eisenkreuzes zu setzen. Das neue Kreuz wurde realisiert in Verbindung mit dem Bau der ersten befahrbaren Straße zur Basilica San Biagio, von der aus eine Allee zum Gipfel des Berges führt.

### Bau der Statue
Als im Jahr 1953 in Maratea mit Hilfe der Cassa del Mezzogiorno die Industrialisierung begann, entwickelte Stefano Rivetti die Idee, das Gedenkkreuz durch ein großes Denkmal für Christus, den Erlöser, zu ersetzen. Am 5. September 1961 richtete er einen Brief an die Stadtverwaltung, worin er seine Absichten darlegte. Der Stadtrat genehmigte den Bau unter der Bedingung, dass das Gedenkkreuz zuerst abgebaut und konserviert würde. Es wurde im September 1963 an einem anderen Standort wieder aufgebaut.
Mit der Projektarbeit wurde der Künstler Bruno Innocenti, Professor am Institut für Bildende Kunst in Florenz, betraut. Die Bauarbeiten begannen im November 1963 und dauerten bis zum Frühjahr 1965.

### Der Christus und Maratea
Nach Vollendung des Baus gab es für die Statue keine Einweihungsfeier. Denn bei den Kommunalwahlen 1964, an denen zwei rivalisierende Parteien teilnahmen, trug jene den Sieg davon, die den Interessen Rivettis und seiner Leute entgegenstand. Es herrschte ein Klima der Kälte und Feindseligkeit, das sich unter anderem im Verzicht auf eine Einweihungsfeier des Denkmals ausdrückte. Trotzdem übernahm die Christusstatue, wenn auch still und leise, sogleich eine führende Rolle in der Welt der Kunst Marateas.

## Beschreibung

### Größe und Konstruktion
Das Monument befindet sich auf dem höchsten Punkt des Monte San Biagio, dessen Spitze mehrere hundert Meter über die steilen Klippen des Hafens von Maratea aufragt. Die Figur misst von den Füßen bis zum Scheitel 21,13 Meter. Die Spannweite der ausgebreiteten Arme beträgt rund 19 Meter. Der Kopf ist drei Meter hoch. Die Figur wiegt rund 400 Tonnen.
Die Konstruktion beruht auf einem Stahlskelett, während das Fundament einige zehn Meter tief in den Boden hineinreicht. Auf der Stahlkonstruktion ruht eine oft über 20 Zentimeter dicke Schicht aus Beton und Flocken von Carrara-Marmor. Die Statue hat keinen Sockel; sie erhebt sich direkt aus dem nackten Felsen. Links ist der Fuß des Christus sichtbar, rechts reicht sein Gewand bis auf den Boden.

### Aussehen
Das Gesicht unterscheidet sich deutlich von der klassischen Ikonographie der Jesusdarstellungen. Der Christus hat kurze Haare, und der Bart ist kaum sichtbar. Die ausgestreckten Arme zeigen eine Geste, die an das Unser Vater-Gebet erinnert, wobei der rechte Arm etwas höher als der linke erhoben ist.
Innocenti war sehr darauf bedacht, dass die Figur sich in der Umgebung nicht wie ein Fremdkörper ausnehmen würde, sondern sich so weit wie möglich in das Panorama einfügte. Auch die Farbe und die architektonischen Linien wurden nicht willkürlich gewählt, sondern evozieren Elemente der Natur Marateas. Laut Marco Fagioli, dem Biographen und Kritiker des Florentiner Künstlers, zeige der Christus von Maratea Züge, die Innocenti sonst seinen Engelsdarstellungen vorbehalte.

## Gedenktafel
Hinter dem Christus befindet sich ein Aussichtspunkt, von dem man einen großen Teil der Küste von Maratea bewundern kann.
Direkt unter den Schultern der Statue ist eine kleine Plakette mit der lateinischen Inschrift angebracht:

Deo Gratias Agens / Stephanus Rivetti / Valcervus Comes / Hoc Simulacrum / Posuit / A. D. MCMLXV.

Zum Dank an Gott / hat Stefano Rivetti, / Graf des Val Cervo, / dieses Bildnis / aufgestellt / im Jahr des Herrn 1965.
Außerdem befindet sich dort eine Tafel mit dem Titel „Innocenti und die Christusstatue“. Gemäß einem schriftlich überlieferten Zeugnis von Bruno Innocenti wolle die Statue „die Wiedergeburt bedeuten, die neue Hoffnung, die vom auferstanden Christus ausgeht“.

## Die Statue in der Literatur und den Medien
Der Dichter Pasquale Epifanio Iannini aus Maratea hat dem Denkmal anlässlich von dessen Fertigstellung ein Gedicht gewidmet: Gedichte für Christus ("Poesie per il Cristo").
Nun steht dort auf dem Berg der Erlöser / mit seinen göttlichen Armen, die er zum Himmel erhebt, / als ob er die Welt emporhöbe und Liebe / sie bewegte und seine Sehnsucht in geflügeltem Drängen / nach dem ewigen Frieden in jedem Herzen. / Nun steht in Maratea über den geschmückten / von blühendem Ginster lachenden Hängen / über den Dörfern und dem Meer und den geheiligten / Mauern der Basilika der Herr / erweckt zur göttlichen Sonne aus dem Unwetter / und in der heiteren Luft in seinem weißen Glanz / im himmlischen Namen, o großer Schöpfer, / der du nun alle einlädst zum Gebet zu ihm.
Ein weiteres Gedicht aus jüngerer Zeit stammt von Salvatore Cirigliano. Dieses Gedicht, das aus Reimpaaren besteht, preist Innocenti und Rivetti. Auch wird der Erlöser beschrieben, der mit offenen Armen auf den Schöpfer in den Himmel weist und mit seinen Füßen auf dem Boden die Annahme der Sünder symbolisiert.
Die Statue wird in den Medien als Logo und Symbol vielfach mit Maratea assoziiert, vor allem durch die lokale Organisation Pro Loco.